# 2. Hannoversches Dragoner-Regiment Nr. 16

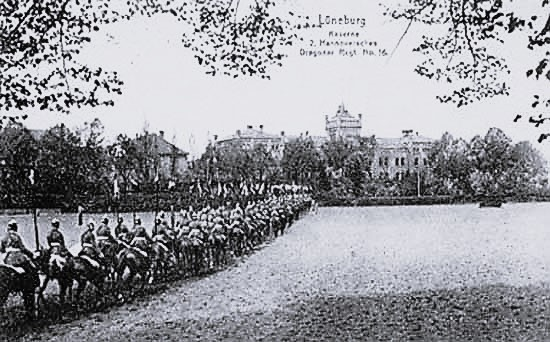
Das Regiment beim Einrücken in die Kavallerie-Kaserne in Lüneburg etwa 1908

Das 2. Hannoversche Dragoner-Regiment Nr. 16 war ein Kavallerieverband der Preußischen Armee.

## Geschichte
Als Stammtruppe des Regiments gilt ein am 24. September 1813 durch den Oberstleutnant Albrecht von Estorff in Lüneburg aufgestelltes Husaren-Regiment, das als englischer Verband gezählt wurde. Es wurde als „Estorff’sches-“ oder „Lüneburger Husaren-Regiment“ bezeichnet. Dieser Verband kämpfte in den Befreiungskriegen und wurde am 25. Januar 1814 in den Dienst des Königreichs Hannover übernommen. Am 9. März 1815 erhielt es die Bezeichnung „Husaren-Regiment des Prinzregenten“ und bezog sich auf den späteren König Georg IV.
Am 18. August 1815 wurde dem Regiment erlaubt, wegen seiner Teilnahme an der Schlacht von Waterloo an der Kopfbedeckung ein sogenanntes Vaterlandsbandeau mit der Inschrift WATERLOO zu tragen.
Im Jahre 1818 wurden dem Verband die Städte Lüneburg, Uelzen, Lüchow und Harburg als Garnisonen zugewiesen.
1820 erhielt es die Bezeichnung „Husaren-Regiment des Kronprinzen“. Später wurde es umgewandelt und trug in den letzten Jahren seines Bestehens innerhalb der Hannoverschen Armee den Namen „Kronprinz Dragoner-Regiment“.
Nach der Niederlage des Königreichs Hannovers im Deutschen Krieg von 1866 wurden Teile des Regiments in preußischen Dienst übernommen und mit Allerhöchster Kabinetts-Ordre durch König Wilhelm I. am 30. Oktober 1866 (Stiftungstag) als Dragoner-Regiment Nr. 16 errichtet. Dazu gaben die Kürassierregimenter Nr. 4 und 8 sowie die Dragonerregimenter Nr. 5 und 7 jeweils ihre 5. Eskadron ab.
Am 7. November 1867 erhielt das Regiment dann seinen Namen 2. Hannoversches Dragoner-Regiment Nr. 16 und wurde zunächst in Northeim und Einbeck untergebracht, bevor es im Juli 1871 nach Lüneburg verlegt wurde. Die 4. Eskadron bezog in Uelzen Garnison.
Mit dem Husaren-Regiment Nr. 17 bildeten die Dragoner die 20. Kavallerie-Brigade in Hannover.

## Einsätze

### Befreiungskriege
Das Regiment war nur in geringfügige Kampfhandlungen verwickelt.

### Herrschaft der Hundert Tage
In der Zeit der Herrschaft der Hundert Tage war der Verband zunächst für drei Monate im Grenzschutz eingesetzt und dann während der Schlacht bei Waterloo dem Korps des Prinzen Friedrich der Niederlande zugeteilt, kam aber nicht zum Einsatz. Nach der Beendigung des Krieges rückte das Regiment in Paris ein und blieb danach für drei Jahre als Besatzungstruppe in Frankreich stationiert.

### Deutscher Krieg
Das Königreich Hannover kämpfte gemeinsam mit der Mehrheit der Staaten des Deutschen Bundes in der Bundesexekution gegen Preußen. Das Regiment nahm an der Schlacht bei Langensalza teil und musste danach mit der Hannoverschen Armee kapitulieren.

### Deutsch-Französischer Krieg
Nach der Mobilmachung für den Deutsch-Französischen Krieg rückte das Regiment nach Frankreich ein und war am 16. August 1870 in der Schlacht bei Mars-la-Tour zum Schutz der linken Flanke der preußischen Kavallerie abgestellt. Zwei Tage später beteiligten sich die Dragoner an der Schlacht bei Gravelotte und anschließend war der Verband vom 19. August bis zum 27. Oktober 1870 bei der Belagerung von Metz eingesetzt. Im November und Dezember 1870 folgte der Einsatz gegen die französische Loirearmee bei Orléans, Chartres und Le Mans.
Nach dem Friedensschluss kehrte das Regiment Ende Juni 1871 in die Heimatgarnisonen zurück.

### Erster Weltkrieg
Mit Ausbruch des Ersten Weltkriegs und der Mobilmachung wurde im Regiment eine sechste Eskadron aufgestellt und der Verband in zwei Halbregimenter (1., 3. und 5. Eskadron, sowie 2., 4. und 6. Eskadron) aufgeteilt. Diese wurden der 17. und 18. Division als Divisionskavallerie zugewiesen. Die Einheiten überschritt im Verband des X. Korps die belgische Grenze bei Lüttich und nahmen am Vormarsch durch Nordfrankreich teil. Das 1. Halbregiment wurde nach dem Rückzug von der Marne im November 1914 an die Ostfront nach Russisch-Polen verlegt, wo es bis Ende 1915 verblieb. Das 2. Halbregiment versah im Westen bis 1916 den Bahn- und Kanalschutz. Nach der Rückkehr des 1. Halbregiments aus dem Osten wurde das Regiment wieder vereint und zunächst zur Feldarbeit in den besetzten Gebieten Frankreichs eingesetzt. Dann löste man den Regimentsverband doch wieder auf und verteilte die einzelnen Eskadronen auf die verschiedensten Kriegsschauplätze, wo sie im Stellungskampf oder auch im Sicherungsdienst Verwendung fanden. Die 6. Eskadron nahm am Feldzug in Rumänien teil.

### Verbleib
Im Januar 1919 kehrte das Regiment eskadronsweise nach Lüneburg zurück, wurde demobilisiert und bis zum 15. März 1919 aufgelöst.
Die Tradition übernahm in der Reichswehr die 3. Eskadron des 13. (Preußisches) Reiter-Regiments in Lüneburg. In der Wehrmacht führte die I. Abteilung des Kavallerie-Regiments 13 die Tradition fort.

## Regimentschef
König Wilhelm I. ernannte Prinz Philipp von Belgien am 27. Februar 1883 zum Regimentschef. Nach dessen Tod erhielt König Albert I. am 27. August 1907 diese Ehrenstellung.

## Kommandeure
| Dienstgrad                  | Name                           | Datum                                                       |
| --------------------------- | ------------------------------ | ----------------------------------------------------------- |
| Oberstleutnant/Oberst       | Alexander von Salviati         | 30. Oktober 1866 bis 17. Juni 1869                          |
| Major/Oberstleutnant/Oberst | Rudolf von Waldow              | 18. Juni 1869 bis 14. Juni 1875                             |
| Oberstleutnant/Oberst       | Hermann von Kleister-Kleisheim | 15. Juni 1875 bis 10. Juni 1879                             |
| Oberstleutnant              | Wilhelm Schmidt von Osten      | 11. Juni 1879 bis 12. Mai 1880                              |
| Major/Oberstleutnant        | Max von Stutterheim            | 13. Mai 1880 bis 12. Mai 1886                               |
| Major/Oberstleutnant/Oberst | Friedrich von Bardeleben       | 13. Mai 1886 bis 23. März 1890                              |
| Oberstleutnant              | Georg Brinckmann               | 24. März 1890 bis 15. Mai 1891                              |
| Oberstleutnant/Oberst       | Benno Moritz                   | 16. Mai 1891 bis 13. Juli 1895                              |
| Oberstleutnant              | Heinrich von Diest             | 14. Juli 1895 bis 16. Juni 1897                             |
| Oberstleutnant              | Arthur von Müllern             | 17. Juni 1897 bis 21. Mai 1900                              |
| Oberstleutnant              | Carl Bartsch von Sigsfeld      | 22. Mai 1900 bis 29. Mai 1902                               |
| Oberstleutnant/Oberst       | Hans von der Goltz             | 30. Mai 1902 bis 16. Mai 1904                               |
| Oberstleutnant/Oberst       | Karl von der Decken            | 17. Mai 1904 bis 21. Mai 1910                               |
| Oberstleutnant/Oberst       | Dietrich von Bodelschwingh     | 22. Mai 1910 bis 1. August 1914                             |
| Major                       | Wilhelm Dietze                 | 02. August bis 5. Oktober 1914 (mit der Führung beauftragt) |
| Oberstleutnant              | Franz Blecken von Schmeling    | 17. Oktober 1914 bis 5. Januar 1916                         |
| Oberstleutnant              | Wilhelm Dietze                 | 06. Januar 1916 bis 12. Januar 1917                         |
| Major                       | Richard Brustellin             | 13. Januar bis 10. Mai 1917                                 |
| Oberstleutnant              | Wilhelm Dietze                 | 11. Mai 1917 bis 12. April 1918                             |
| Major                       | Carl-Anton Seip                | 13. April 1918 bis Auflösung                                |

## Uniform
Die Dragoner trugen einen kornblumenblauen Waffenrock und eine anthrazitfarbene Hose. Der Waffenrock war mit schwedischen Aufschlägen ausgestattet.
Die sogenannte Abzeichenfarbe des Regiments war gelb. Von dieser Farbe waren die Ärmelaufschläge, der Stehkragen, die Epaulettenfelder und Passanten. Der Kragen und die Ärmelaufschläge waren mit einer weißen Paspel versehen. Auf den Schulterstücken und Epauletten befand sich die Regimentsnummer. Die Knöpfe und Beschläge waren aus Neusilber. Von der linken Schulter zur rechten Hüfte lief ein weißes Bandelier mit schwarzer Kartusche. Bandelier und Kartusche wurden zum Ausgehanzug und zum Gesellschaftsanzug nicht getragen. Der Helm war mit einem Dragoneradler aus Neusilber ausgestattet, Schuppenketten und Helmspitze waren aus Tombak. Über den Hals des Adlers war das Vaterlandsbandeau gelegt. Zur Parade wurde ein schwarzer (für die Musiker ein roter) Rosshaarbusch aufgesteckt. Die Landeskokarde war weiß-schwarz. Ebenso die Lanzenflagge der Mannschaften. Der Leibriemen (die Dragoner trugen kein Koppel) war weiß und mit einer einfachen Dornschnalle versehen.
Gemäß A.O.K. vom 14. Februar 1907 wurde ab den Jahren 1909/10 für den Felddienst die feldgraue Uniform M 1910 eingeführt. Bei dieser Uniform war das Riemenzeug und die Stiefel naturbraun, der Helm wurde von einem schilffarbenen Überzug verdeckt. Bandelier und Kartusche wurden nicht mehr getragen.